# Hyalinobatrachium pellucidum
Espèce
Synonymes
- Centrolenella pellucida Lynch & Duellman, 1973
- Hyalinobatrachium lemur Duellman & Schulte, 1993

Statut de conservation UICN

 NT  : Quasi menacé
Hyalinobatrachium pellucidum est une espèce d'amphibiens de la famille des Centrolenidae.

## Répartition
Cette espèce se rencontre :
- en Équateur dans les provinces de Napo et de Morona-Santiago de 1 000 à 1 740 m d'altitude sur le versant amazonien de la cordillère Orientale ;
- au Pérou dans les régions de San Martín et Cuzco sur le versant amazonien de la cordillère Orientale.

## Description
La femelle holotype 22,0 mm.

## Publication originale
- Lynch & Duellman, 1973 : A review of the centrolenid frogs of Ecuador, with descriptions of new species. Occasional Papers of the Museum of Natural History, University of Kansas, no 16, p. 1-66 (texte intégral).